# Brouwerij Albert Egger
Brouwerij Albert Egger is een brouwerij in de Zwitserse plaats Worb in het kanton Bern.

## Geschiedenis
De brouwerij werd in 1863 opgericht door Gottfried Egger, waarna het eerste Egger-bier werd geschonken op nieuwjaarsdag 1864 na de preek.

## Bieren
Onderstaande bieren worden gebrouwen in deze brouwerij:
- Galopper: een licht lagerbier met een alcoholpercentage van 4,8% dat niet gepasteuriseerd is.
- Albertus dunkel: een donker speciaalbier met een alcoholpercentage van 5,2% dat niet gepasteuriseerd is.
- Albertus hell: een licht speciaalbier met een alcoholpercentage van 5,2% dat niet gepasteuriseerd is.
- Eggerli: bier met een gereduceerd alcoholpercentage, namelijk 3,8%.
- Bockbier: een bokbier met een alcoholpercentage van 5,2% dat niet gepasteuriseerd is.
- Fleur d'Abeilles: gepasteuriseerd honingbier met een alcoholpercentage van 5,2%.
- Maximus: een licht speciaalbier met een alcoholpercentage van 5,8% dat niet gepasteuriseerd is.
- Zwickelbier: speciaalbier met een alcoholpercentage van 5,2% dat niet gepasteuriseerd is.
- Alkoholfrei: een alcoholvrij bier.